# Réseau de bus de Rabat-Salé-Témara
Le réseau d'autobus de Rabat-Témara L'établissement de coopération intercommunale (ECI) Al-Assima regroupe plusieurs communes de la région. Il a délégué le transport en bus au groupe Alsa-City Bus depuis juillet 2018 
L'établissement de coopération intercommunale (ECI) Al-Assima regroupe plusieurs communes de la région. Il a délégué le transport en bus au groupe Alsa-City Bus depuis juillet 2018 .

## Histoire

### La Régie des Transports en commun de Rabat
Les contrats de concession accordés aux opérateurs privés au début des années 1990 se terminaient en 2000. Il n’y a pas eu de renouvellement de leurs contrats, mais ils ont continué leur activité, assurant l’essentiel de l’offre avec un parc de l’ordre de 500 autobus. Les opérateurs souhaitaient payer la redevance, ce qui aurait été une reconnaissance de la reconduction de leur concession, mais la Trésorerie a refusé d’accepter ces paiements, pour les mêmes raisons inversées : leur contrat n’étant pas renouvelé, la redevance n’avait pas lieu d’être…

### Le fiasco Stareo
En 2009, les contrats de bus sont l’objet d'une concession auprès de Staréo, une filiale du géant Veolia Transport. Mais le plan ne se passe pas comme prévu.
Après 18 mois d'opération, et devant l'impossibilité d'augmenter le prix des tickets, la situation tourne mal. Veolia Transport annonce que sa filiale Stareo quitte le marché

### Groupement Al Assima
Le groupement communal Al Assima est un établissement de coopération intercommunal (ECI) établit en juin 2011. Il regroupe les communes suivantes :
- Rabat
- Salé
- Témara
- Harhoura
- Sidi Yahya Zair
- Ain Atiq
- El Menzeh
- Mers Lkhir

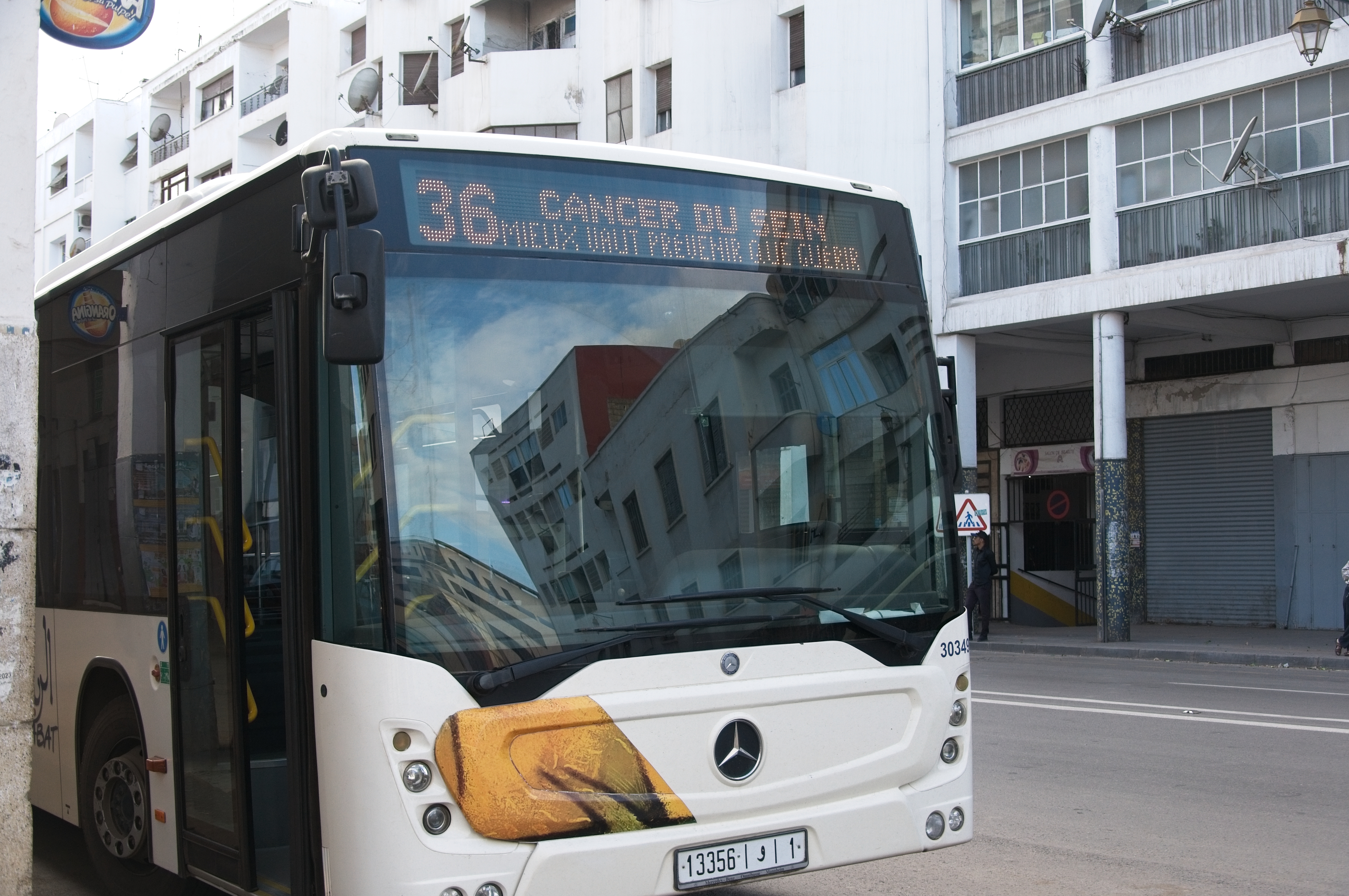
Un bus affiche un message de prévention lors de la journée de prévention du cancer du sein le 22 octobre 2023

Son siège est situé numéro 3, Rue Warfel dans le quartier Hay Nahda de Rabat.
Le groupement intercommunal Al-Assima a lancé un appel d'offres pour la gestion déléguée du réseau de bus.
Les clauses de ce cahier des charges ont été établies à partir d’une étude et d’un plan de déplacement urbain (PDU) élaboré en
collaboration avec le cabinet d’étude Transitec. Les seules sociétés qui ont satisfait les critères de l'appel d'offres sont :
1. Le groupement ALSA-City bus (détenu par les sociétés rivales Alsa et Citybus)
2. Transinvest (Qui détenait M'dina Bus)

Alsa-Citybus remporte un contrat pour une durée de 15 ans et lance ses activités le 20 août 2019 .
Durant la première année de démarrage du contrat, il est prévu la mise en service d’un parc composé de 350 bus neufs en vue d’atteindre 430 unités après 8 ans d’exploitation. Cet effort sera soutenu par 150 millions de DH qui seront mobilisés par l’autorité délégante, soit l’équivalent de l’acquisition de 100 bus.

Le prix du ticket est fixé à 5 DH durant les quatre premières années d’exploitation pour passer par la suite à 5,5 DH avant d’atteindre 6 DH lors les dernières années du contrat dont la durée est de 15 ans avec possibilité de prolongement pour 7 ans.

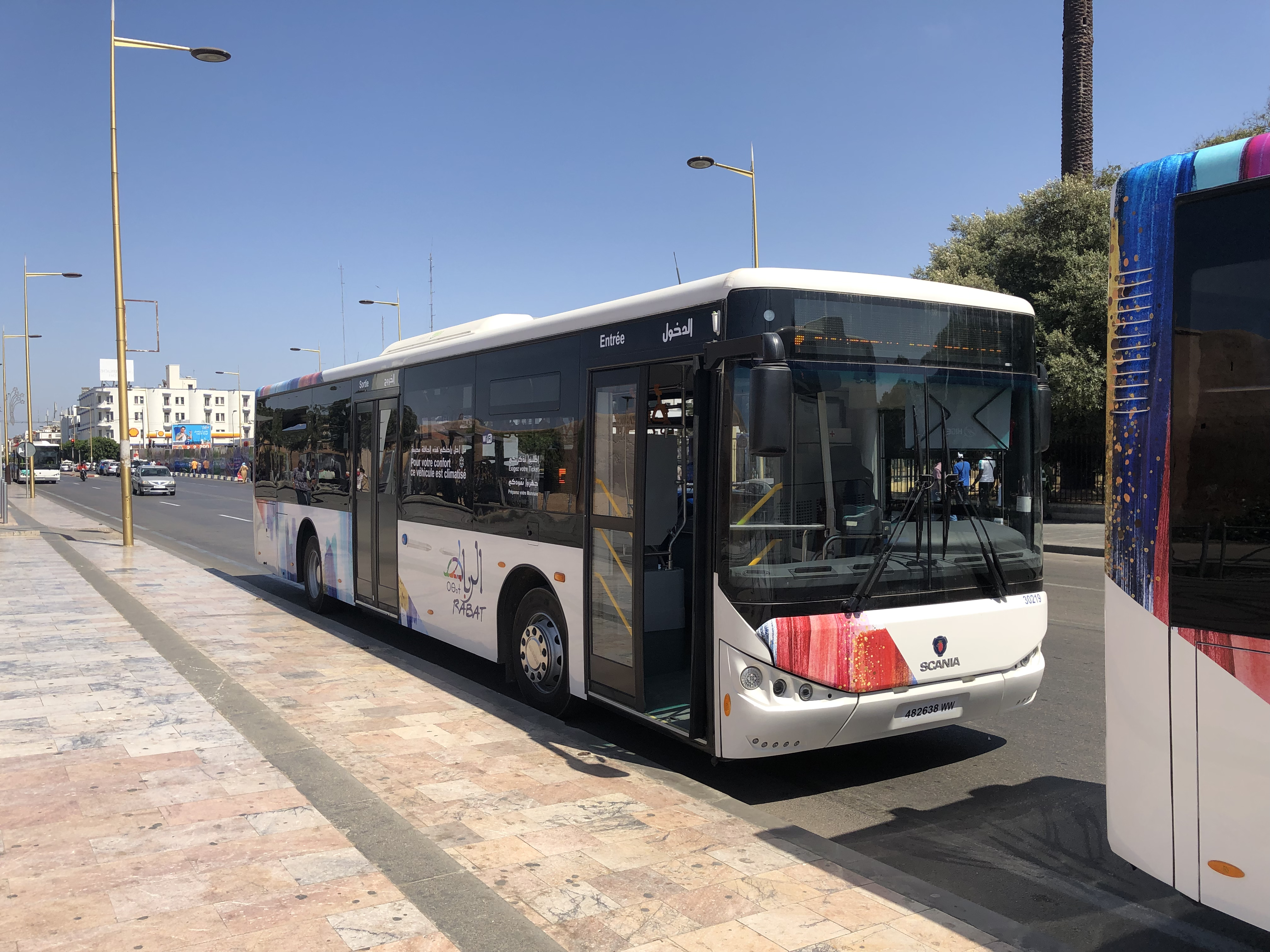
Bus de la ligne 5 au terminus de Bab Chellah (Rabat)

## Réseau
Le réseau se compose de 44 lignes. Celles-ci sont divisées en lignes structurantes principales, lignes intercommunales et régionales, puis en lignes internes aux préfectures de Rabat, Salé et Skhirat-Témara.

### Lignes structurantes
| Ligne | Parcours                                        |
| ----- | ----------------------------------------------- |
| 1     | Rabat - Bab Chellah ↔ Salé -Bouchouk- Doha      |
| 2     | Rabat - Bab Chellah ↔ Salé - Al Karia           |
| 3     | Rabat - Bab Chellah ↔ Sidi Taïbi                |
| 4     | Rabat - Bab Chellah ↔ Salé - Hay Salam - Zerdal |
| 5     | Rabat - Bab Chellah ↔ Salé - Sidi Abdellah      |
| 6     | Rabat - Bab El Had ↔ Témara - Marché de Gros    |
| 7     | Rabat - Bab El Had ↔ Témara - Marché de Gros    |
| 8     | Rabat - Bab El Had ↔ Ain El Aouda               |
| 9     | Rabat - Al Kamra ↔ Salé - Al Karia              |
| 10    | Rabat - Hassan ↔ Sala Al Jadida                 |

### Lignes intercommunales et régionales
| Ligne | Parcours                                        |
| ----- | ----------------------------------------------- |
| 21    | Rabat - Bab Chellah ↔ Sala Al Jadida            |
| 22    | Rabat - Bab Chellah ↔ Salé - Bouchouk           |
| 23    | Rabat - Bab Chellah ↔ Salé - Sidi Abdellah      |
| 24    | Rabat - Bab Chellah ↔ Salé - Layayda            |
| 25    | Rabat - Bab Chellah ↔ Salé - Bayt al Moustakbal |
| 26    | Rabat - Bab Chellah ↔ Salé - Mazza              |
| 29    | Salé - Douar Jdid ↔ Shoul                       |
| 31    | Rabat - Bab el Had ↔ Mers El Kheir              |
| 32    | Rabat - Bab el Had ↔ Harhoura                   |
| 33    | Rabat - Bab el Had ↔ Plage de Skhirat           |
| 34    | Rabat - Bab el Had ↔ Aïn Attig (Z.I.)           |
| 35    | Rabat - Bab el Had ↔ Témara - Maghrib Arabi     |
| 36    | Rabat - Bab el Had ↔ Témara - Maghrib Arabi     |
| 37    | Rabat - Youssoufia ↔ Aïn Attig (Z.I.)           |
| 37B   | Rabat - Youssoufia ↔ Témara - Massira           |
| 38    | Rabat - Bab el Had ↔ Tamesna                    |
| 39    | Rabat - Souissi ↔ Annour                        |
| 40    | Ain El-Aouda ↔ Oumazza                          |

### Lignes internes Rabat

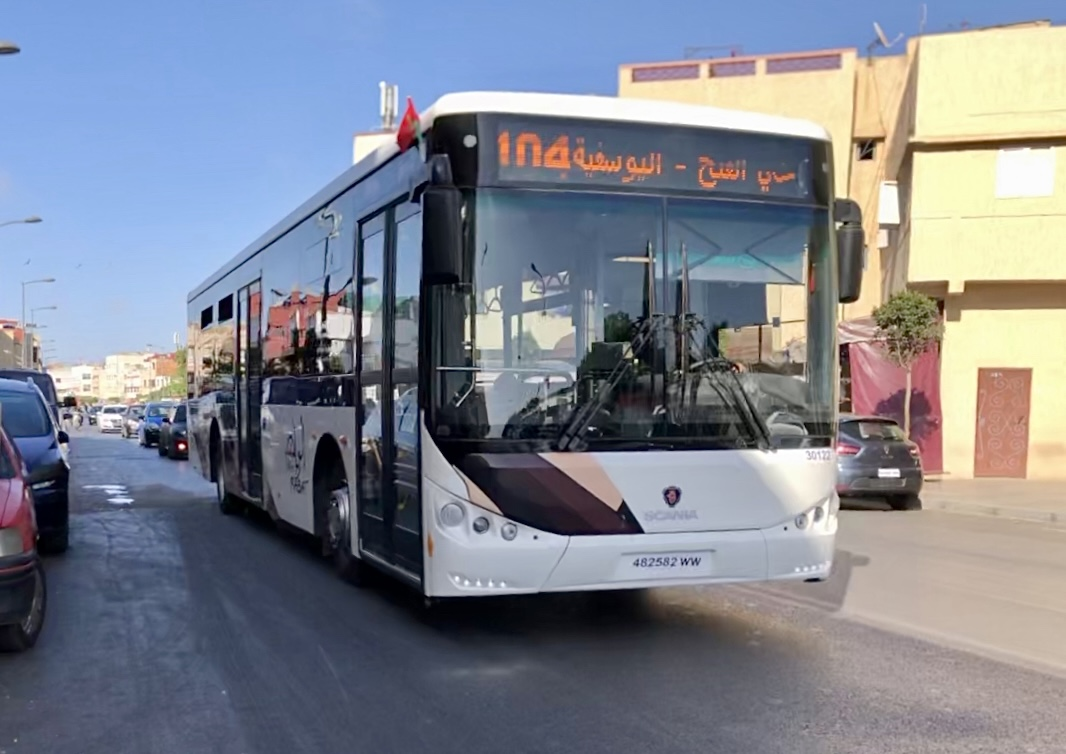
Bus de la ligne 104 en direction de Hay el Fath

| Ligne | Parcours                     |
| ----- | ---------------------------- |
| 101   | Hay el Fath ↔ Hay Ennahda    |
| 102   | Place d'Italie ↔ Hay Ennahda |
| 104   | Hay el Fath ↔ Youssoufia     |
| 106   | Abdelmoumen ↔ Hay el Fath    |
| 107   | Bab el Had ↔ Hay el Fath     |
| 108   | Abdelmoumen ↔ Hay Ennahda    |

### Lignes internes Salé
| Ligne | Parcours                                                         |
| ----- | ---------------------------------------------------------------- |
| 201   | Sidi Bouknadel - Zerdal ↔ Salé - Technopolis                     |
| 201B  | Salé - Hay Salam ↔ Sidi Bouknadel - Zone Economique (via Zerdal) |
| 202   | Salé - Douar Jdid ↔ Salé - Université Mohammed V                 |
| 204   | Salé - Bouchouk ↔ Sala Al Jadida                                 |

### Lignes internes Témara
| Ligne | Parcours                              |
| ----- | ------------------------------------- |
| 303   | Témara - Maghrib Arabi ↔ Ain El Aouda |
| 306   | Témara - Maghrib Arabi ↔ Sabbah       |
| 306B  | Témara - Maghrib Arabi ↔ Skhirat      |

### Lignes spéciales

#### Ligne Tram'bus
La ligne Tram'bus permet une correspondance du tramway L1 (stations Ibn Sina et Madinat el Irfane) vers le bus à destination de Témara. Elle est accessible avec un ticket combiné tram-bus à un tarif de 10 dirhams.
| Ligne | Parcours                             |
| ----- | ------------------------------------ |
| 30    | Gare Rabat-Agdal ↔ Témara - Tribunal |

#### Ligne aéroportuaire
La ligne AE relie les gares de Rabat-Agdal et Rabat-Ville à l'Aéroport de Rabat-Salé en 35 minutes à un tarif de 25 dirhams.
| Ligne  | Parcours                                     |
| ------ | -------------------------------------------- |
| 210-AE | Gare de Rabat-Agdal ↔ Aéroport de Rabat-Salé |

## Tarification
Les lignes de la Zone 1 : 5,5 Dh
Les lignes de la zone 2 : 6,5 Dh
Abonnement :
Zone 1 : Rabat-Salé-Témara

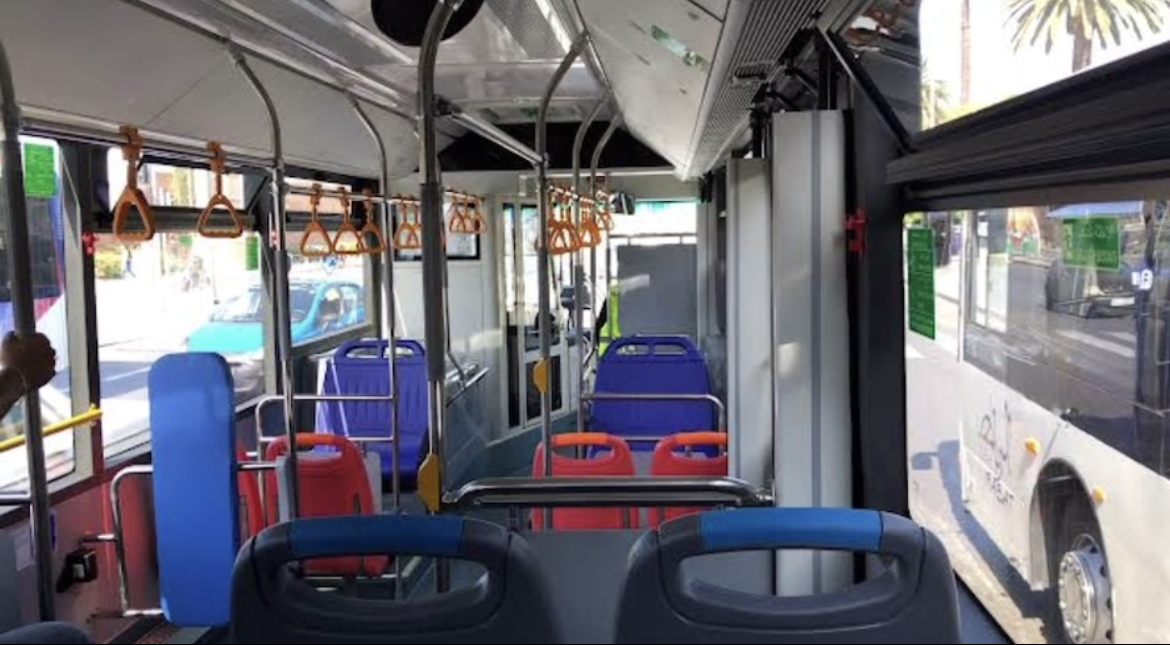
Intérieur d'un autobus Scania-Higer

Zone 2 : Toutes les zones interurbains comprises
Abonnement mensuel :
Zone 1 : 260 dh 
Zone 2 : 300 dh 
Abonnement 15 jours : 
Zone 1 : 140 dh 
Zone 2 : 160 dh